# Dimension
I matematiken och fysiken avser ett rums eller ett objekts dimension oftast det minsta antal koordinater som krävs för att specificera varje punkt inom detsamma. Inom bland annat teorin för fraktaler är en mängds dimension däremot dimensionen av det mått som ger mängden ändlig storlek (dimensionen av måttet ges från dess konstruktion, se Hausdorffmått).

## Fysik
Dimension anger fysisk utsträckning eller antalet frihetsgrader hos något (dimensionalitet). Ibland avses det rum tinget är inbäddat i. Dessa dimensioner kan vara rumsliga, men också abstrakta som till exempel fasrum och Banachrum.
Dimension används också inom fysiken för att ange vilken sorts enhet en storhets mätetal anges med. Täthet har till exempel dimensionen massa dividerat med volym. Se dimensionsanalys.
Relativitetsteorin säger att universum bor i en rumtid av fyra dimensioner. Rummets tre + tidens dimension utgör skådeplatsen för all materia och alla händelser i universum. Tid och rum ses inte längre som oberoende av varandra, utan snarare som samverkande.
Alternativa teorier, till exempel Kaluza–Klein-teorin och strängteorin, räknar med fler än tre rumsdimensioner. Men de högre dimensionerna kan vi inte föreställa oss direkt. De kan bara beskrivas med metaforer och matematiska uttryck, som ligger bortom våra intuitiva mentala bilder.
Dimension har också en bredare betydelse, där nästan alla linjära förhållanden, till exempel kroppsvikt, eller den röda färgens intensitet, kan kallas för dimensioner.

## Matematik
Begreppet dimension används flitigt inom många områden av matematiken och i många bemärkelser.

### Geometriska dimensionsbegrepp
1. Vektorrumsdimension, som anger det maximala antalet linjärt oberoende element i ett vektorrum. För ett ändligdimensionellt vektorrum är dimensionen ett naturligt tal. I en oändligdimensionellt vektorrum är dimensionen ett kardinaltal.
2. Krulldimension, som för ett topologiskt rum (vanligen spektrumet av en ring) mäter längden på en maximal avtagande proper kedja av irreducibla slutna delmängder. Se även algebraiska dimensionsbegrepp.
3. Hausdorffdimension
4. Lådräkningsdimension
5. Dimensionen för en sammanhängande mångfald, som anger vilket n som är sådant att mångfalden är lokalt homeomorf med ℝn.
6. Dimension för Hilbertrum.

### Algebraiska dimensionsbegrepp
1. Krulldimension, som i en ring mäter längden på maximala kedjor av primideal. Krulldimensionen för en ändligtgenererad algebra över en kropp är densamma som krulldimensionen i topologisk mening för ringens spektrum.
2. Dimensionen för en representation, som är dimensionen för det vektorrum vars endomorfier representationens bild är en delmängd av.
3. Homologiska dimensioner, såsom projektiv, induktiv och svag dimension för moduler samt global dimension för ringar.

### Kombinatoriska dimensionsbegrepp
1. Dimensionen för en matroid, som mäter det maximala antalet element i en oberoende mängd.

### Abstrakta dimensionsbegrepp
Inom modellteorin studerar man abstrakta dimensionsbegrepp och studerar villkor på klasser av strukturer för att dessa skall tillåta en god dimensionsteori. Exempel på abstrakta dimensionsbegrepp inom modellteorin är Morleyrang och U-rang.

## Dimensioner

### Fjärde dimensionen
Fjärde dimensionen är ett begrepp i geometri som ett komplement till de tre rumsdimensionerna. Riktningarna i detta rum kallas ana (grekisk för 'upp') och kata (grekisk för 'ner').

### Femte dimensionen
Inom fysik kan en följd av N heltal förstås så att de står för en plats i en rymd med N dimensioner. När N = 5, kan det kallas den femte dimensionen. Ett sådant bruk kan förekomma i diskussioner om den fjärde dimensionen. Den abstrakta fem-dimensionella rymden uppträder ofta i matematiken och kan där enkelt konstrueras. Om vårt verkliga universum bygger på eller inte bygger på 5 dimensioner kan undersökas i många grenar av fysiken som astrofysik och partikelfysik.